# Manlio R. Pereyra
Manlio R. Pereyra (Buenos Aires, Argentina, 1934 - ibídem, 24 de julio de 1993) fue un empresario, crítico y pionero de las escuelas privadas de cine en Argentina.

## Carrera
Pionero del cine clubismo y de la enseñanza cinematográfica, actuó en el Museo Municipal del Cine Pablo C. Ducrós Hicken
En 1979, junto con Alejandro Doria, Aída Bortnik, Aníbal Di Salvo, Rodolfo Hermina, Oscar Barney Finn, Ricardo Wullicher, Kiko Tenenbaum y otros cineastas, creó el GRUPO de PROFESIONALES DEL CINE, Escuela de Cinematografía con sede en la Escuela Panamericana de Arte. Tras dictar varios cursos decidió fundar la Escuela Superior de Cinematografía, donde dio una oportunidad a grandes figuras que tenían prohibido dictar clases.
Fue el fundador de la Asociación Amigos del Cine, con la que editó Cine 64, de la que llegaron a publicarse quince números, dirigida por Juan Carlos Frugone.
En 1967 programó junto con Guillermo Fernández Jurado y Rodolfo Corral la sala Leopoldo Lugones.
A lo largo de su extensa carrera ligada al cine tuvo la oportunidad de conocer eximias personalidades tanto de su país como extranjeras, entre las que se encuentran Guillermina Teodosia Martínez Cabrejas, más conocida como Mariemma, Lucas Demare, Alejandro Doria, Aída Bortnik, y Roberto Cossa, entre otros.
En los años 80 fundó la Escuela Superior de Cinematografía (ESC), que fue una de las primeras escuelas prestigiosas de cine en Buenos Aires, donde participaron como docentes Aida Bortnik, Lautaro Murua, Ruben W. Cavallotti, Miguel Pinasco (director de fotografía), entre otras personalidades. Muchos de los actuales directores y productores de cine  argentinos pasaron por sus aulas.